# Stylocoeniella guentheri
Espèce
Statut de conservation UICN

 LC  : Préoccupation mineure
Statut CITES
Stylocoeniella guentheri est une espèce de coraux appartenant à la famille des Astrocoeniidae.